# Mohammad Omar
El mul·là Mohammad Omar (paixtu: ملا محمد عمر) (Nodeh, prop de Kandahar, 1959 – 23 d'abril de 2013), més conegut com el Mul·là Omar, va ser el líder dels talibans de l'Afganistan i el dirigent de facto d'aquest país entre els anys 1996 i 2001, amb el títol oficial de Cap del Consell Suprem.
Malgrat la seva posició política, se saben ben poques coses d'aquest personatge: no es coneix cap foto oficial seva i, a part del fet que ha perdut un ull, les altres descripcions del seu aspecte físic són contradictòries. Durant el seu mandat de dirigent de l'Afganistan, Omar només va sortir un parell de cops de Kandahar i rarament es trobava amb no-musulmans. La majoria de contactes entre el règim i la resta del món es va fer mitjançant el ministre d'assumptes exteriors Wakil Ahmed Muttawakil.
El lloc del seu naixement és dubtós. Es diu que fou a Nodeh prop de Kandahar, però també a un poble de la província d'Oruzgan. Era un paixtu de la tribu hotak de la branca ghilzai. Va sortir del medi rural i camperol i sempre ha portat una vida austera. Es va unir als islamistes en temps de la presència soviètica que ajudava al govern del país contra la insurgència extremista, i en la lluita va perdre un ull. Es va unir al "Partit islàmic" de Yunes Khalesc (Hezb-e Islami Khalis) i va lluitar contra el règim de Najibullah (1989-1992). Va seguir uns cursos de teologia en un seminari (deobandi) a la frontera pakistanesa i va retornar a l'Afganistan on va crear una escola alcorànica a Sangesar, d'on podria ser natiu, i va agafar el títol de mul·là. El 1994 els camperols se li van queixar pel segrest de dos noies joves per un cap local; Omar va reunir 30 estudiants armats i va capturar al cap en qüestió alliberant a les noies. Això li va fer sentir que estava investit d'una missió divina i va formar el moviment talibà (estudiant de religió) amb els seus estudiants. Aviat va rebre adhesions entre els paixtus i el moviment es va eixamplar. El 1996 van ocupar Kabul i el 2000 els talibans controlaven el 90% del territori i el 95% de la producció d'opi. Va imposar una taxa a l'opi, a la producció d'heroïna i al tràfic i el juliol del 2000, per obtenir simpaties internacionals, va prohibir el cultiu que va declarar contrari a l'islam.
Com a cap d'estat fou extremament discret, sortint molt poc de casa seva a Kandahar; només dues vegades va anar a Kabul i quasi no hi ha fotos seves i la foto que se suposava que era seva i després va difondre la CIA va resultar ser una altra persona. El 2001 va decretar idolatres els Budes de Bamian i els va fer destruir amb explosius. Com amfitrió d'Osama bin Laden, va complir amb les regles de l'hospitalitat i es va negar a entregar-lo i els americans van ocupar el país la tardor del 2001. L'octubre va poder fugir en moto cap a Pakistan i se li va perdre la pista. Els americans van posar preu al seu cap (deu milions de dolars. Les autoritats titelles afganeses pensen que resideix a Quetta.
Fou succeït per Akhtar Mansur.